# 기독교의 신

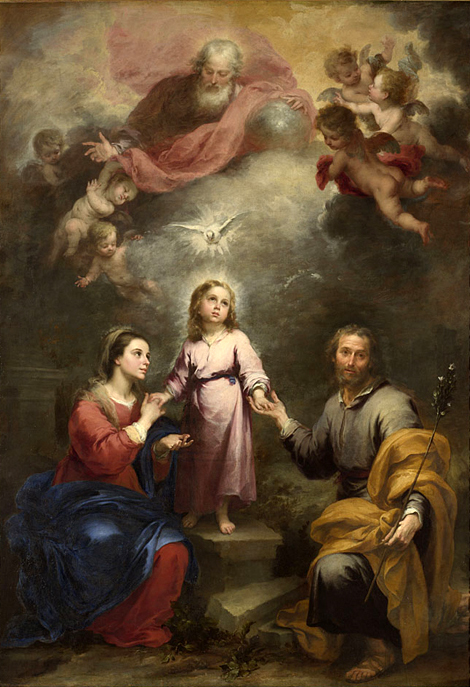
하늘의 삼위일체론은 아들의 성육신을 통하여 땅의 삼위일체론과 연결되었다. 바르톨로메 에스테반 무리요 작품 1677년경

기독교의 신(God in Christianity, 기독교의 하나님)은 기독교인들 사이에서 만물을 창조하고 보존하는 영원한 인격적 존재로 신앙되는 존재이다. 본질에서 한분 하나님이시며 삼위일체로 존재하신다. 기독교인들은 하나님을 초월적인 존재(물질적 우주와 전적으로 독립적이며 분리된)로 그리고 내재적인 존재(세상에 관련하여는 영적존재)로 믿는다. 신의 내재성과 그의 관련성 그리고 인류를 사랑하는 것에 대한 기독교의 가르침은 신이 창조된 우주와 동일한 속성에 속한 존재라는 주장을 배제시킨다. 그러나 신의 신적인 본성은 성육신이라는 사건속에서 예수 그리스도의 인격안에서 인간의 본성과 위격적 연합되었다는 것은 받아들인다.
초대교회 신자들은 바울서신과 초기 신조에서 보여준것처럼 한분 신과 예수의 신성을 선포하였다. 고린도전서 8:4-6. (고전 8:4) 그들은 "그러므로 우상의 제물을 먹는 일에 대하여는 우리가 우상은 세상에 아무것도 아니며 또한 하나님은 한 분밖에 없는 줄 아노라 (고전 8:5) 비록 하늘에나 땅에나 신이라 불리는 자가 있어 많은 신과 많은 주가 있으나 (고전 8:6) 그러나 우리에게는 한 하나님 곧 아버지가 계시니 만물이 그에게서 났고 우리도 그를 위하여 있고 또한 한 주 예수 그리스도께서 계시니 만물이 그로 말미암고 우리도 그로 말미암아 있느니라. 우리를 위하여 하나님은 한분이시며, 주님도 한분이신 예수 그리스도이시다."라는 신념을 가다. 비록 에비온파에 속한 기독교분파는 이 예수의 신성을 대하여 반대하였지만, 많은 이방인 기독교인들은 이것을 받아들였다. 이것이 전통적인 유대인 가르침과 이방인 기독교인들 사이에 예수의 신성에 대한 차이점이 시작되었다.
신의 속성과 신의 본성에 대한 신학은 2세기 이레니우스의 작품속에서 논의되었다. "그의 위대함은 부족함이 없고, 만물을 포함한다." 8세기에 다마섹의 요한은 신의 18가지 속성을 받아들였다. 시간이 흐름에 따라서 기독교 신학자들은 예를 들면 하늘에 계신 신으로 시작되는 주님의 기도와 같은 성경에 진술된 것들에 근거하여 조직적으로 이런 속성들을 발전시켰다. 신의 나라는 공관복음서에 나오는 유명한 구인데, 예수의 가르침의 중심적인 것으로 학자들은 만장일치로 동의한다. 물론 정확한 해석에 대해서는 학문적 일치는 쉽지 않다.
비록 신약성경은 삼위일체에 대한 진술을 하지 않지만, 신에 대한 삼위일체적 이해를 요구하는 성부, 성자, 성령님에 대하여 거듭 말하고 있다. 삼위일체 개념으로는 형성되지 않았다.
200년경 터툴리아누스가 예수 그리스도를 신성으로 하는 삼위일체 형식을 만들었고 후에 제1차 콘스탄티노폴리스 공의회에서 결정적인 형식을 만들었다. 삼위 일체의 교리로 요약될 수 있다. "신은 본질에서 한분이시며 3위로 계시는데 성부와 성자와 성령님는 영광과 권능은 동일하시다." 삼위일체는 기독교 신앙의 핵심교리이다. 반삼위일체론은 아버지, 아들, 성령님을 다른 방식들로 정의한다.

### 진술

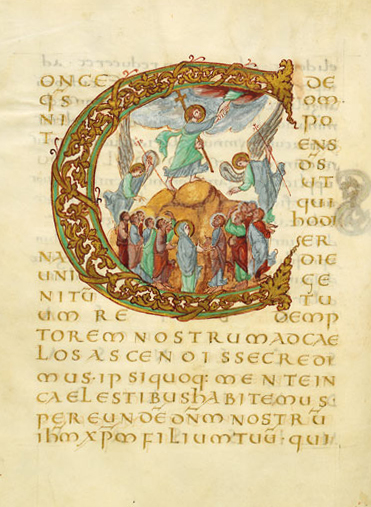
승천에서 신의 상징적인 손의 사용, Drogo Sacramentary, c. 850

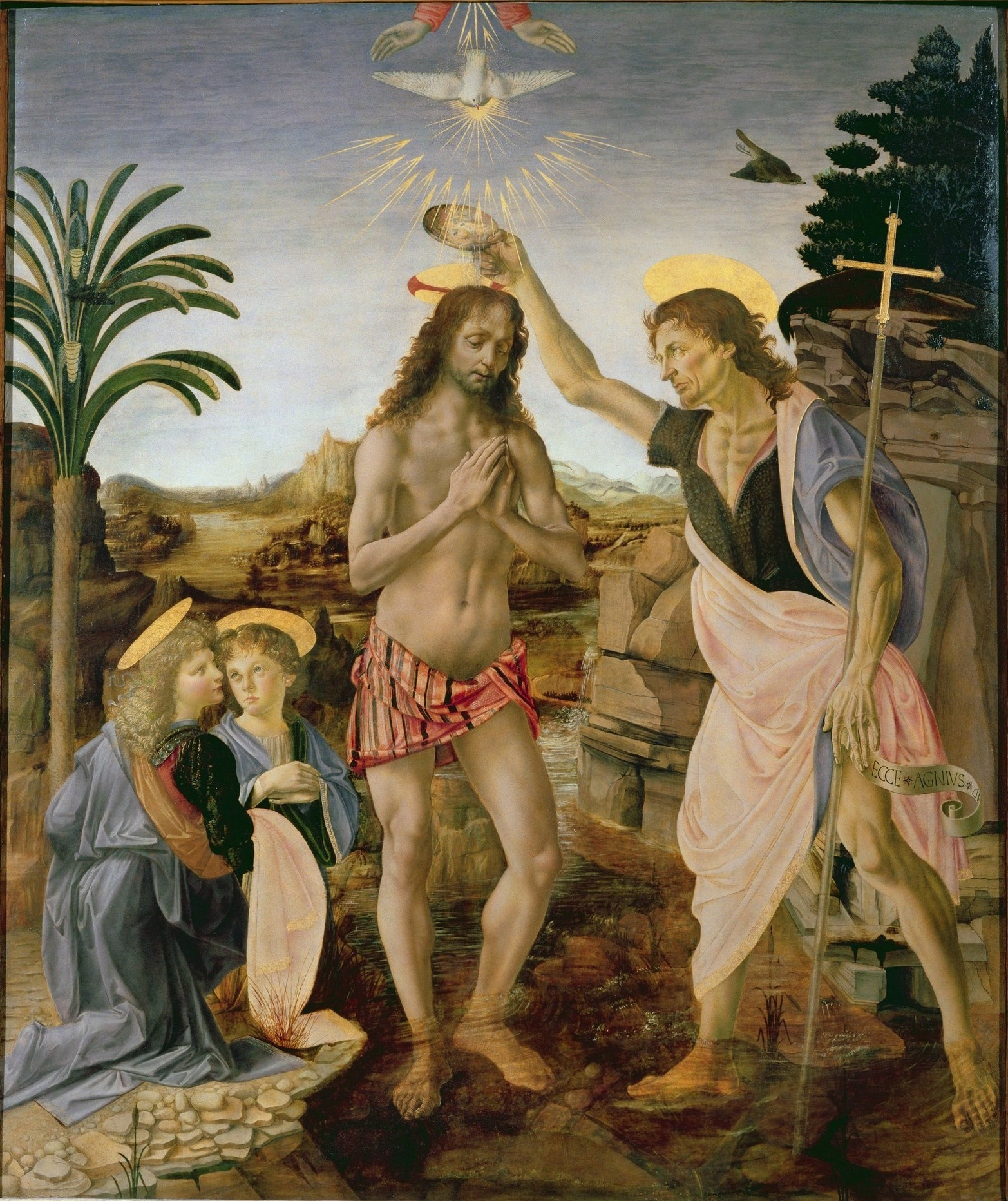
Usage of two Hands of God"(relatively unusual) and the Holy Spirit as a dove in Baptism of Christ, by Verrocchio, 1472

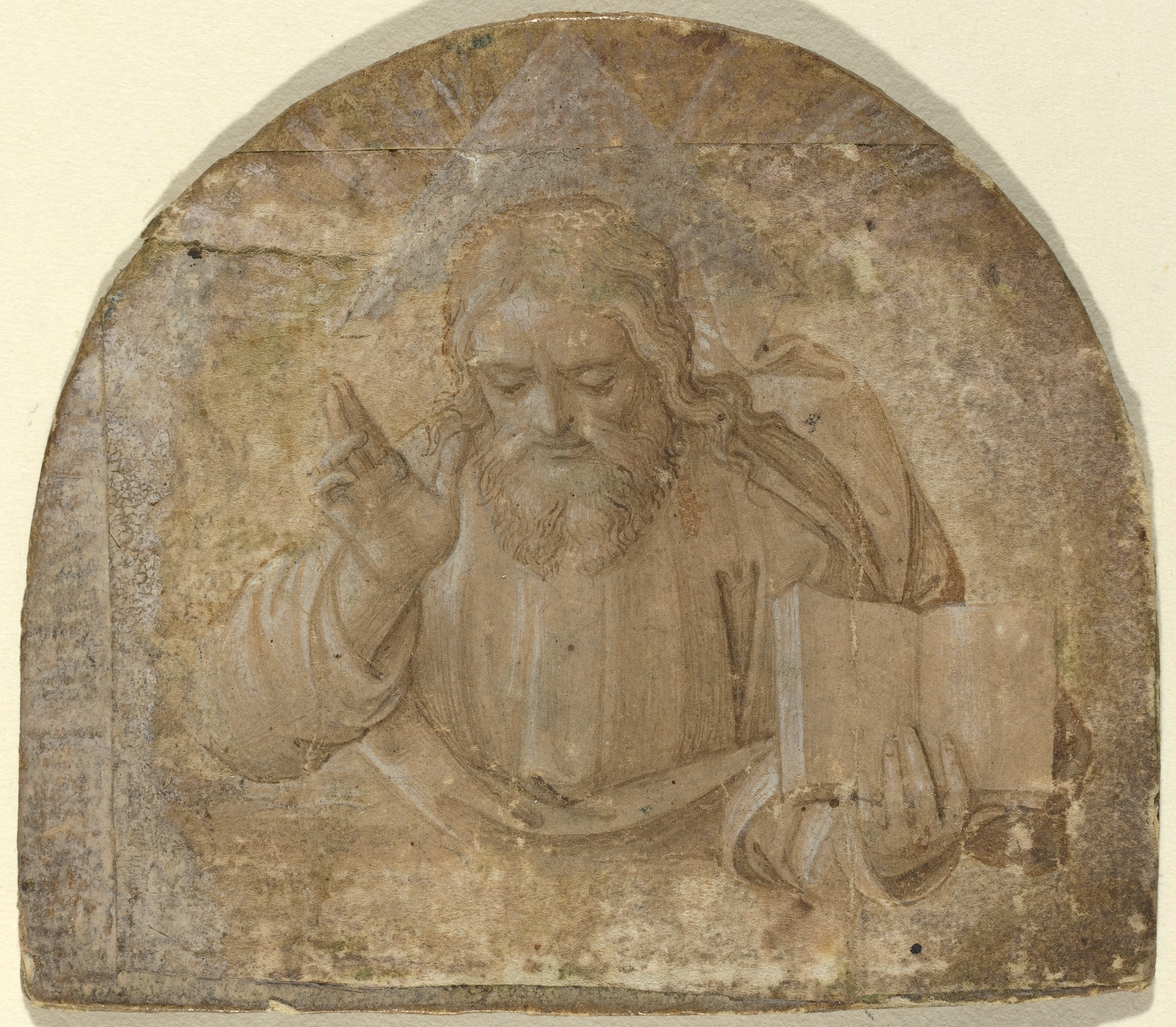
God the Father with His Right Hand Raised in Blessing, with a triangular halo representing the Trinity, Girolamo dai Libri c. 1555

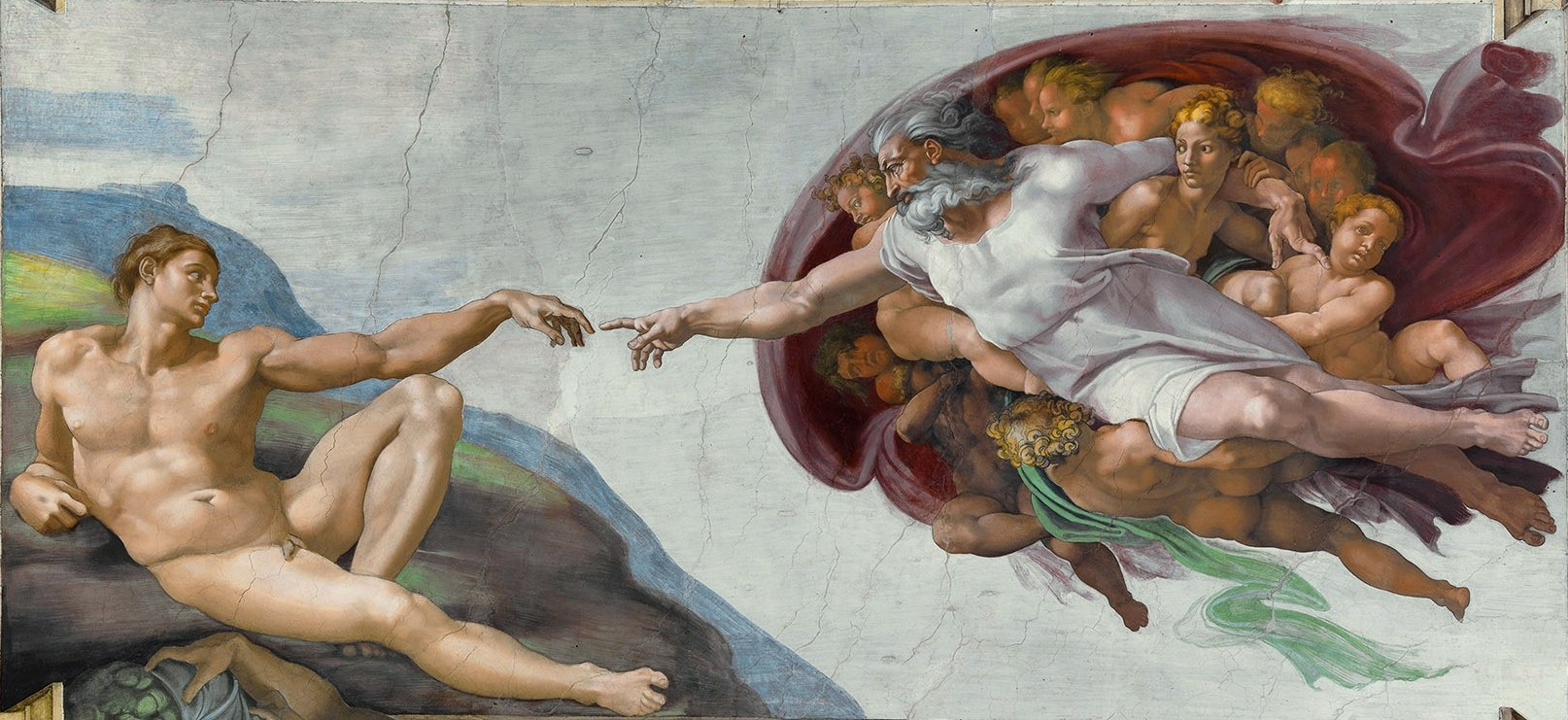
아담의 창조, 미켈란젤로 부오나로티 작품, 1512년경

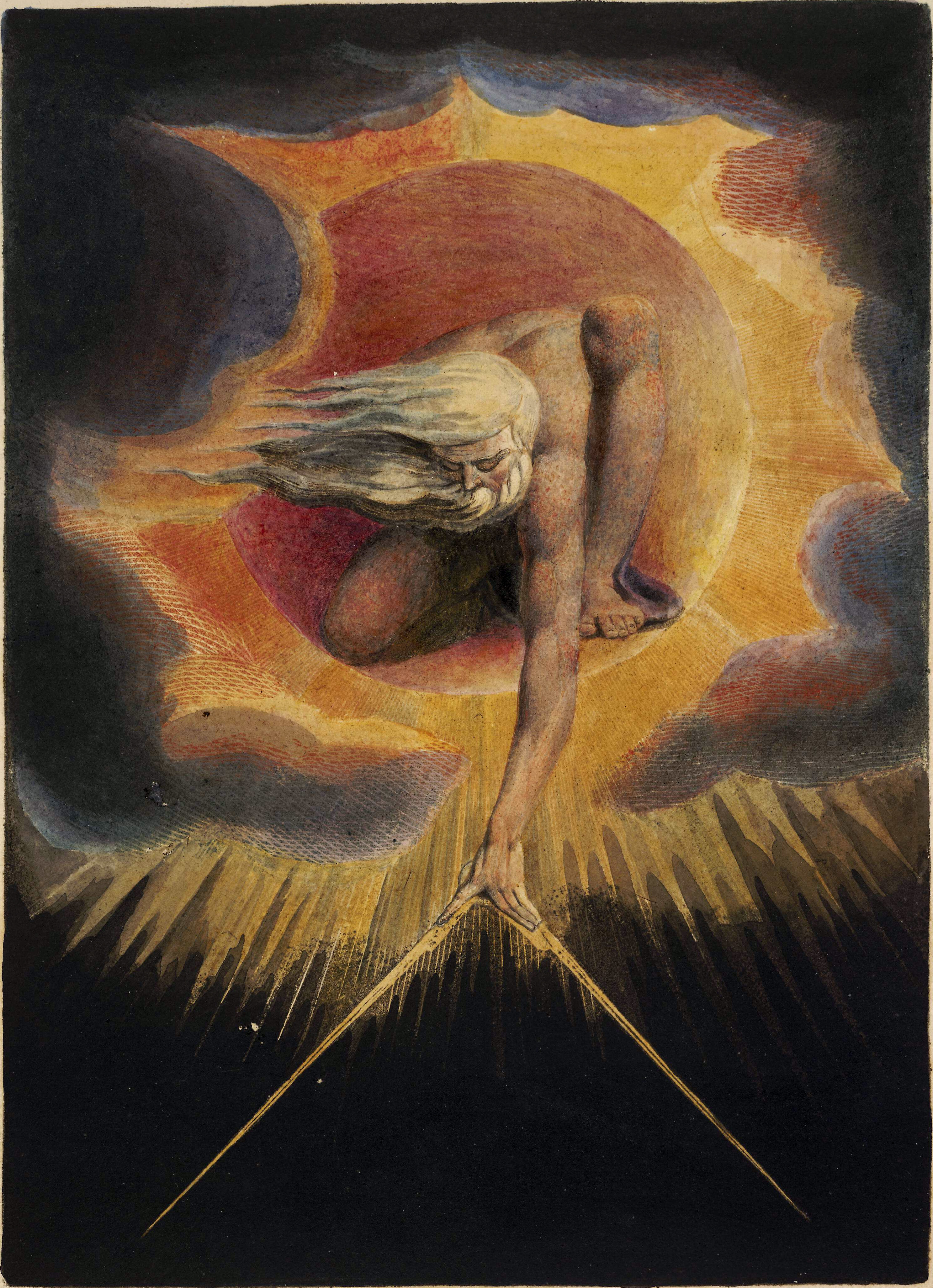
창조의 날들(1794) W윌리엄 블레이크

### 왕국

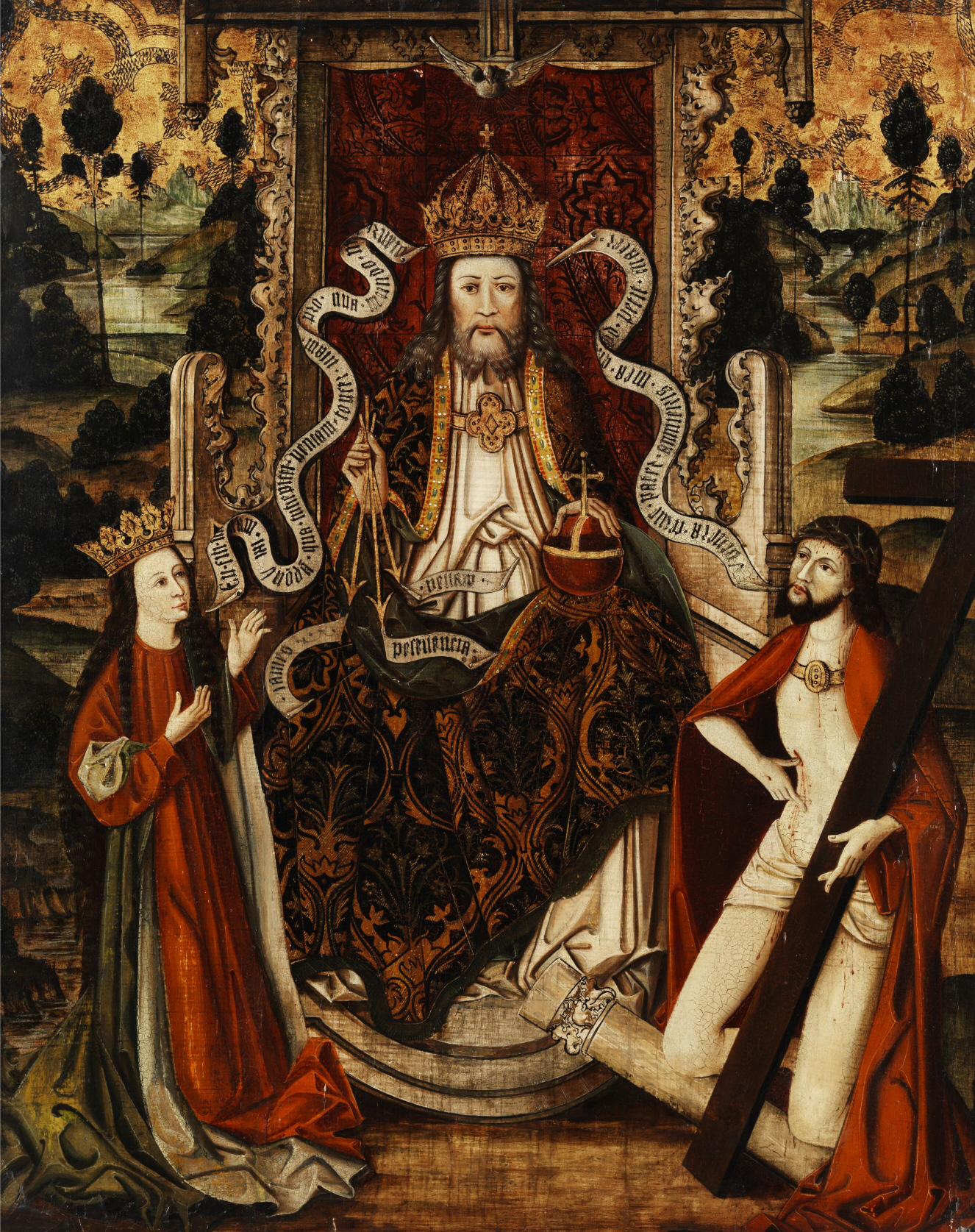
홀을 가진 신, 독일 베스트팔렌 15세기 후반

## 신론의 발전

### 개요

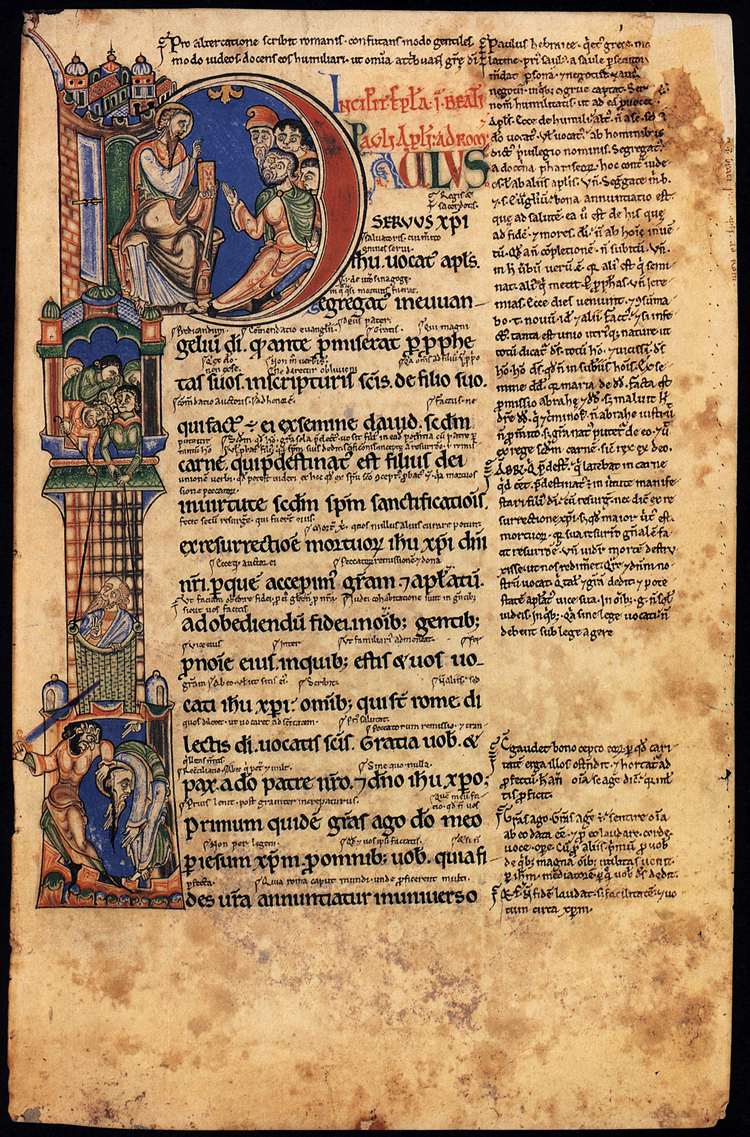
12 세기의 사본인 바울 서신

초기 기독교의 하나님에 대한 관점들은 사도 바울의 진술안에 반영되었다. 고린도전서 (8:5-6)는 예수님의 십자가 사건이 지난 20년후에  AD 53년~54년에 쓰여졌다:
그러나 우리에게는 한 하나님 곧 아버지가 계시니 만물이 그에게서 났고 우리도 그를 위하여 있고 또한 한 주 예수 그리스도께서 계시니 만물이 그로 말미암고 우리도 그로 말미암아 있느니라. 

## 삼위일체론

### 역사와 근원
초기 기독교에서 구원의 개념은 성부, 성자, 성령과 밀접하게 관계되었다.1세기 이후 기독교는 기도, 세례, 성찬, 마귀축출, 찬송, 설교, 고백 등에서 삼위일체를 사용하였다. 이것은 삼위일체교리가 형성되기 이전에 이미 기독교인들의 기도속에서 성 삼위일체가 불렸다는 것을 반영한다.

### 교리

성부, 성자, 성령을 포함하는 삼위일체 도표

#### 성자

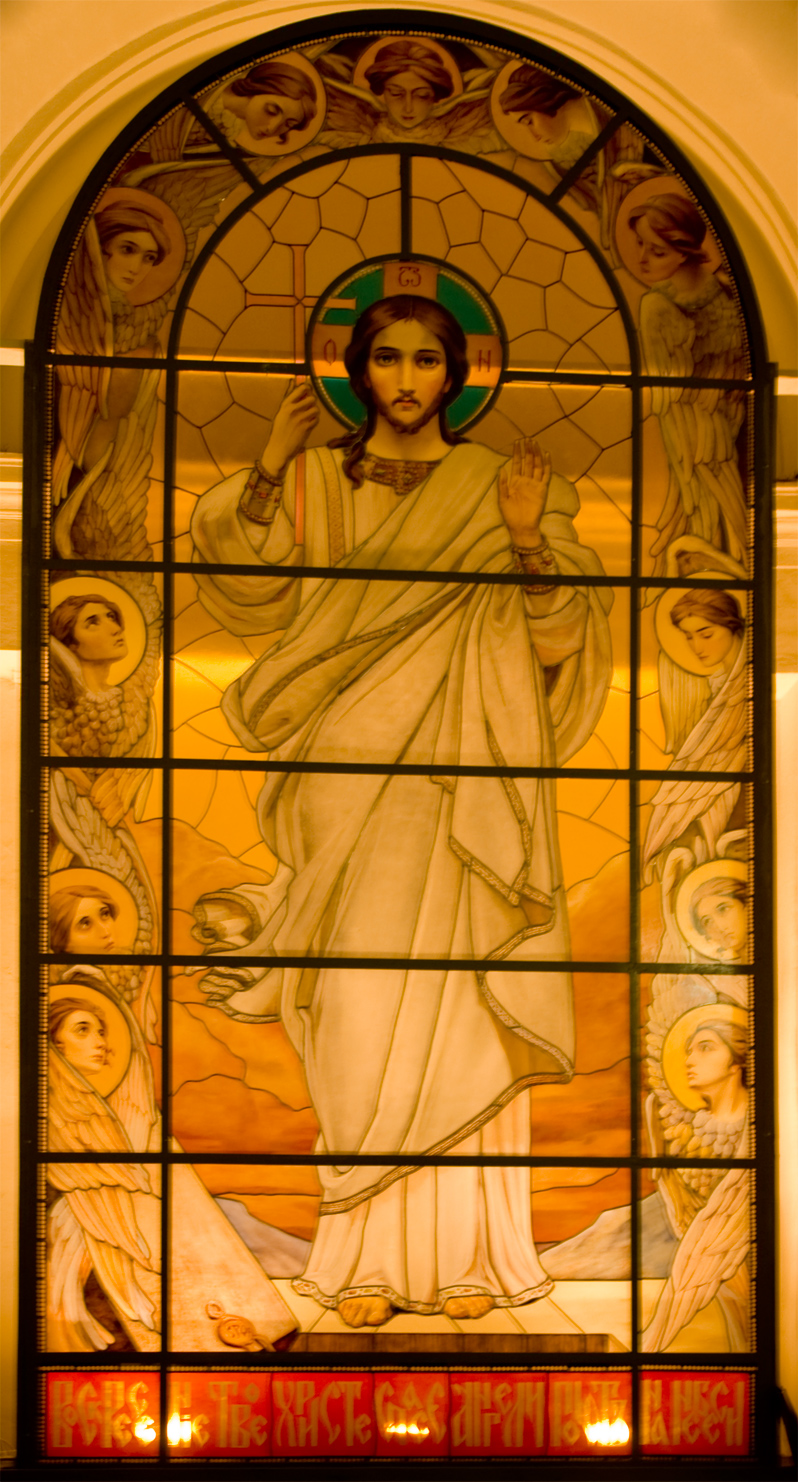
스테인드 글라스로 된 예수 그리스도, 러시아 상트페테르부르크에 있는 베드로와 바울 교회

#### 성령

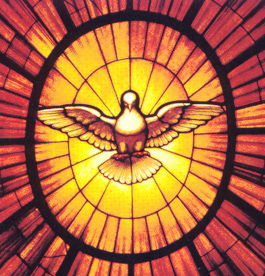
Church stained glass representation of the Holy Spirit as a dove, Bernini c. 1660.

## 같이 보기
- 신의 속성
- 신론
- 삼위일체론